# Napa Galuh
Napa Galuh is een bestuurslaag in het regentschap Aceh Singkil van de provincie Atjeh, Indonesië. Napa Galuh telt 462 inwoners (volkstelling 2010).